# 高橋弥子
高橋 弥子（たかはし やえこ、1982年3月12日 -)は、日本のラジオパーソナリティ、VOICE所属のフリーアナウンサー。北海道函館市出身。元NHK札幌放送局契約キャスター。

## 来歴
- 藤女子大学文学部日本文学科を卒業後、システムエンジニアの仕事をしながら夢であったラジオパーソナリティーを志し、東京のアナウンススクールに半年間札幌から通い続ける[1]。
- 2008年、NHK札幌放送局に採用され、FMラジオ番組「FMフレッシュサウンド北海道」を担当することとなり、ラジオパーソナリティーになりたいという夢を実現させた。また番組制作業務全般を兼任していた[1]。
- 2012年春、NHK札幌放送局を退局。フリーランスのラジオDJとして活動しAIR'Gの日曜日19時台の単発の特別番組などにDJ YAE（ディージェー・ヤエ）の名義で数回出演。それに平行してFM NORTH WAVEのオーディションを受け合格[1]。以後ラジオを中心にイベント司会、ナレーターなど多方面で活動中。
- ナインティナインの大ファンである。ノースウェーブ移籍後初のレギュラー番組「RISING SUN ROCK FM」の担当が決まった際、レギュラー番組が決まって嬉しい反面、大好きなナイナイの出演する『めちゃ×2イケてるッ!』の裏番組の担当となったことに対して複雑な心境であると自身のブログに投稿していた[2]。
- 第21回ZIP-FMミュージック・ナビゲーターコンテストに出場し準グランプリを受賞している[3]。
- 2015年9月、海外留学を理由にDJ活動をしばらくの間休止すると公表した[4]。
- 2016年4月より「RISING SUN ROCK FM」をふたたび担当することとなり、半年ぶりにFM NORTH WAVEに復帰することとなった[5]

## 担当番組

### 過去の担当番組

#### FM NORTH WAVE
- RISING SUN ROCK FM （2013、2016、2017年度）
- 北の杜御廟 Life is beautiful! （2013年10月 - 2015年3月）
- SAPPORO CITY NAVI (2013年10月 - 2015年3月）
- Netz TOYOTA SAPPORO Wonderwall music （2013年10月 - 2015年9月）
- Alternative Echo （2015年4月 - 9月）[注 1]

その他、不定期でラジオ移動中継車からのリポーターを担当し、昼間のワイド番組「with」「Magic_Friday」「STATION DRIVE SATURDAY Z」などに登場することもあった。

#### NHK札幌放送局
- FMフレッシュサウンド北海道 （2008年度 - 2011年度）
- つながる@きたカフェ （不定期出演）

#### 特別出演
- キラキラ （2014年7月7日 - 9日）[6]